# Drosanthemum splendens
Drosanthemum splendens är en isörtsväxtart som beskrevs av L. Bol. Drosanthemum splendens ingår i släktet Drosanthemum och familjen isörtsväxter. Inga underarter finns listade i Catalogue of Life.